# Berzelius (cratera)

Berzelius é uma cratera de impacto lunar que se localiza na parte nordeste do lado próximo da Lua. Ela se situa a sudeste da cratera Franklin, e a noroeste da Geminus.
Berzelius é uma formação baixa, erodida com um solo interior razoavelmente horizontal e uma pequena borda assemelhada a uma serrania. Existem várias crateletas minúsculas junto à borda e o muro está quase acabado junto ao lado sul – consiste em pouco mais do que uma serrania baixa e ampla. O solo interior está marcado por algumas crateletas minúsculas.

## Crateras-Satélite
Por  convenção essas formações são identificadas em mapas lunares pelo posicionamento da letra ao lado do ponto médio da cratera que está mais próxima de Berzelius.
| Berzelius | Latitude | Longitude | Diameter |
| --------- | -------- | --------- | -------- |
| A         | 36.8° N  | 48.9° E   | 7 km     |
| B         | 32.6° N  | 43.1° E   | 23 km    |
| F         | 32.8° N  | 46.0° E   | 12 km    |
| K         | 35.5° N  | 47.0° E   | 7 km     |
| T         | 36.2° N  | 48.0° E   | 9 km     |
| W         | 38.2° N  | 53.0° E   | 6 km     |

### Obras em língua portuguesa
- Freitas Mourão, Ronaldo Rogério de (2008). Dicionário Enciclopédico de Astronomia e Astronáutica. Lexicon. ISBN 9788586368356

### Obras em língua inglesa
- Andersson, L. E.; Whitaker, E. A., (1982). NASA Catalogue of Lunar Nomenclature. [S.l.]: NASA RP-1097
- Blue, Jennifer (25 de julho de 2007). «Gazetteer of Planetary Nomenclature». USGS. Consultado em 5 de agosto de 2007
- B. Bussey; P. Spudis (2004). The Clementine Atlas of the Moon. New York: Cambridge University Press. ISBN 0-521-81528-2
- Cocks, Elijah E.; Cocks, Josiah C. (1995). Who's Who on the Moon: A Biographical Dictionary of Lunar Nomenclature. [S.l.]: Tudor Publishers. ISBN 0-936389-27-3
- McDowell, Jonathan (15 de julho de 2007). Lunar Nomenclature (Relatório). Jonathan's Space Report. Consultado em 24 de outubro de 2007
- Menzel, D. H.; Minnaert, M.; Levin, B.; Dollfus, A.; Bell, B. (1971). «Report on Lunar Nomenclature by The Working Group of Commission 17 of the IAU». Space Science Reviews. 12. 136 páginas
- Moore, Patrick (2001). On the Moon. [S.l.]: Sterling Publishing Co. ISBN 0-304-35469-4
- Price, Fred W. (1988). The Moon Observer's Handbook. [S.l.]: Cambridge University Press. ISBN 0521335000
- Rükl, Antonín (1990). Atlas of the Moon. [S.l.]: Kalmbach Books. ISBN 0-913135-17-8
- Webb, Rev. T. W. (1962). Celestial Objects for Common Telescopes 6th revision ed. [S.l.]: Dover. ISBN 0-486-20917-2
- Whitaker, Ewen A. (1999). Mapping and Naming the Moon. [S.l.]: Cambridge University Press. ISBN 0-521-62248-4
- Wlasuk, Peter T. (2000). Observing the Moon. [S.l.]: Springer. ISBN 1852331933